# Pravila obnašanja na koncertnih prireditvah
Pravila obnašanja na koncertnih prireditvah so pravila, ki jih narekuje dano kulturno okolje. Večina kulturnih ustanov ima ta pravila napisana, ob neformalnih kulturnih prireditvah so pravila sicer nenapisana, vendar se splošno pričakuje, da se bodo upoštevala.

## Koncertiresne glasbe
- glasbeniki so oblečeni v črna oblačila, moški nosijo frak ali smoking in bele srajce, ženske so v izbiri obleke svobodnejše, vendar mora le-ta biti črne barve.
- komorna glasba: izvajalci se pred začetkom skladbe in po končani skladbi priklonijo občinstvu
- simfonični orkester: glasbeniki, ki sestavljajo orkester, se ne priklanjajo. Vstanejo, ko pride na oder dirigent, po končani skladbi pa čakajo na dirigentov znak, da ponovno vstanejo (to predstavlja poklon orkestra). V primeru izjemno uspešne solistične igre posameznikov, ki sestavljajo orkester, na dirigentov namig vstanejo le določeni, medtem ko ostali sedijo.
- občinstvo praviloma ploska pred začetkom in po končani skladbi (aplavz).
- v primeru večstavčne skladbe naj občinstvo ne bi ploskalo med stavki, ampak le ob koncu celotne skladbe. To nepisano pravilo se je uveljavilo šele v drugi polovici 20. stoletja, najverjetneje zato, ker se je resna (klasična) glasba začela odmikati od širše množice poslušalcev z razvojem jazza in ostale zabavne glasbe. S tem kulturnim razkolom je izgubila del spontanosti, ki jo je vnašalo občinstvo poprej. Še v začetku 20. stoletja je bila navada ploskanja med stavki in celo med solističnimi koncertnimi kadencami nekaj običajnega in je bila podobna reakcijam poslušalcev današnjih koncertov zabavne glasbe.
- operne predstave, ki so bile v 18.in 19. stoletju glavne glasbene prireditve meščanske družbe, so bile zastran pravil »lepega obnašanja« občinstva veliko bolj neobremenjene. Revnejši sloj poslušalcev je stal na prostorih, tako imenovanih stojiščih, drugim so priskrbeli lesene klopi. Ker so operno predstavo smatrali kot družabni dogodek, so s seboj prinesli tudi hrano in pijačo, nemalo teh rekvizitov je pristalo tudi na odru. V primeru neodobravanja glasbenega dela ali izvedbe so si dali ljudje duška in metali med glasbenike gnila jajca, paradižnike itd. Seveda pa je v primeru odobravanja predstave na odru pristalo tudi cvetje.

## Koncerti zabavne glasbe
- koncerti zabavne glasbe nimajo toliko nezapisanih formalnih določb o protokolu kot koncerti resne glasbe. Oblačila glasbenikov so prepuščena lastnemu okusu ali pa so prilagojena glasbenim zvrstem, ki poleg načina muziciranja določajo tudi oblačila (npr. black metal in death metal, grunch, rockabily, itd.). V drugi polovici 20. stoletja se v zabavni glasbi (tako s strani žensk kot moških glasbenikov) začenja trend ustrezne mere golote na odru.
- na rockovskih koncertih obiskovalci večinoma stojijo, največja gostota pa je tik ob odru. Tako imajo nekateri pevci navado, da z odra skočijo v množico, ki jih potem nosi na rokah.
- ob izvajanju skladb baladnega tipa je v navadi, da se razsvetljava koncertnega prostora zmanjša, poslušalci pa svetijo z vžigalniki in s tem ustvarijo vizualno bolj kontemplativno vzdušje
- sodelovanje občinstva pri koncertih zabavne glasbe se skorajda ne more primerjati s koncerti resne glasbe. Če poslušalci poznajo glasbo oziroma besedila vokalnih skladb, sodelujejo s petjem. Pri tem nastane posebna, množična izvedba glasbenega dela, ki je v mnogih primerih veliko boljša od studijskih posnetkov zabavne glasbe. Seveda je tovrstno sodelovanje občinstva mogoče predvsem zaradi akustičnih možnosti, ki jih ponuja ozvočenje.
- ozvočevanje velikih stadionskih koncertov merimo v kilovatih in tudi v megavatih. Navkljub dejstvu, da je silno energijo zvoka (ki je v nizkih frekvencah tudi škodljiva zdravju) mogoče slišati še kilometre daleč, je glasnost krikov občinstva praviloma večja. (Npr. 120.000 vatno ozvočenje enakomerno razporedimo na 40.000 glavo množico; vsak posameznik pa lahko žvižga ali kriči z jakostjo najmanj 80 dB.)